# Ruslan Dibirhacıyev
Ruslan Dibirhacıyev (20 de julio de 1988) es un deportista azerbaiyano, de origen daguestano, que compite en lucha libre.
Ganó dos medallas en el Campeonato Europeo de Lucha, oro en 2014 y bronce en 2017. En los Juegos Europeos de 2015 obtuvo una medalla de bronce en la categoría de 70 kg.

## Palmarés internacional
| Juegos Europeos    | Juegos Europeos    | Juegos Europeos   | Juegos Europeos |
| Año                | Lugar              | Medalla           | Categoría       |
| ------------------ | ------------------ | ----------------- | --------------- |
| 2015               | Bakú (Azerbaiyán)  | Medalla de bronce | 70 kg           |
| Campeonato Europeo |                    |                   |                 |
| Año                | Lugar              | Medalla           | Categoría       |
| 2014               | Vantaa (Finlandia) | Medalla de oro    | 70 kg           |
| 2017               | Novi Sad (Serbia)  | Medalla de bronce | 70 kg           |